# Mallász Gitta
Mallász Margit Eugénia (Gitta, férjezett nevén Walder) (Ljubljana, 1907. június 21. – Ampuis, Franciaország, 1992. május 25.) magyar úszóbajnok, grafikus, írónő, aki utóbbi minőségében az Az angyal válaszol című könyvével vált ismertté.

## Életrajz
1907-ben született osztrák-magyar családban. Édesapja magyar ezredes volt a k. u. k. osztrák–magyar hadseregben, édesanyja osztrák volt. Apját Trianon után Budapestre vezényelték, Gitta 16 évesen az Iparművészeti Főiskolára került, ahol összebarátkozott Dallos Hannával. Nagyon jól úszott, bronzérmet nyert a női 4 × 100 méteres gyorsváltóban Párizsban az 1931-es úszó-Európa-bajnokságon. A zsidó Strausz Lilivel, aki mozgásterápiát, relaxációt és masszázst tanított, a „Fedettben” ismerkedett meg. Sportsikerei ellenére Gitta mégis inkább a rajzoláshoz tért vissza. Felelevenítette kapcsolatát Hannával és férjével, Kreutzer Józseffel, akiknek a Szabó Ilonka utcában (ma Ilona utca), a Halászbástya alatt volt a műtermük. Az antiszemitizmus fellángolt Budapesten, ezért a keresztény úszóbajnoknő saját nevén szerzett megrendeléseket Hanna és József számára, ui. a zsidók ilyen munkát már nem kaphattak.

### 1939-1944
A második világháború kitörésekor a hangulat nyomott és gyötrelmes volt. Hanna és József bérelt egy kis parasztházat Budapest környékén és a minimálisra csökkentették tevékenységüket, hogy a lényegre, a túlélésre összpontosíthassanak. Gitta és Lili csatlakozott hozzájuk. Így alakult meg az abszolút teljességre és a spiritualitásra törekvő fiatalok négyese.
1943. június 25-én, a napi beszélgetések közben, míg Gitta bemutatta a gondolatait Hannának, az figyelmeztette Gittát: „Vigyázz, már nem én beszélek!” Így kezdődött az Az angyal válaszol, a tizenhét hónapon át adott és kapott spirituális tanítás, aminek a befejező része már egy olyan volt iskolában kapott helyet, amit közel száz zsidó nő megmentése érdekében katonai ruházati gyárrá alakítottak át. Ennek a vezetését Gitta (egy katolikus pap, Klinda atya közreműködésével) azért vállalta el, hogy megvédje a zsidó származású barátait (megkapta érte a Világ Igaza címet 2011 júniusában). Magyarországon azonban 1944-ben a húrt a nácizmus tovább feszítette. Józsefet június 3-án, Hannát és Lilit pedig december 2-án Ravensbrückbe deportálták, ahonnan egyikük sem tért vissza.
Gitta egyedül maradt a beszélgetéseket lejegyző füzeteivel.

### 1945-1960
A német terror után, a szovjet totalitarizmus alatt Mallász Gitta új műhelyt nyitott Budapesten, a Batthyányi utca 4. alatt, és a Rábai Miklós vezette Magyar Állami Népi Együttes díszlet- és jelmeztervezője, valamint tolmácsa lett. Azokban az években, annak ellenére, hogy szakmai sikereket ért el, maga mondta, olyan volt, mint egy élőhalott.
1960-ban a szabadság mellett döntött, és Franciaországban telepedett le.

### 1960-1992
Annak érdekében, hogy a családját itthon ne üldözzék, érdekházasságot kötött Walder László zsidó kommunistával, a Nemzetközi Brigádok(en) egykori tagjával. Ebből később mégis szerelmi házasság lett. Férjével, Hélène Boyer-val és sok barátjával elkészítették a lejegyzett beszélgetések francia fordítását, Dialogues avec l'ange („Dialógusok az angyallal”) címen. A kiadás késett, de akkor Claude Mettra író, a France Culture producere az 1976. március 22-i adását Mallász Gittának és a „spirituális felfedező útjának” szentelte. Ennek hatásaként kiadta a szöveget az Aubier kiadó. A France Inter rádióban Jacques Chancel Radioscopie című híres műsorsorozata 1977. március 10-én megismertette a könyvet a nagyközönséggel.
Walder 1982-ben meghalt. Gitta makacsul elutasította a guru szerepét, de 1983 júniusában meghívást kapott egy konferenciára a zürichi Jung Intézetbe, és akkor már ráállt arra, hogy ettől kezdve életét Az angyal válaszol című mű magyarázatára szánja és konferenciákon, vagy könyvekben megcáfolja a félreértelmezését.
1988-ban súlyos balesetben eltörte mindkét csuklóját. Ezután elhagyta kis périgord-i házát, és a Côte Rôtie szőlővidéken levő Tartaras kis faluba költözött (Ampuis község, Rhône megye), Patricia és Bernard Montaud szomszédságába, akikkel szoros barátságot kötött. Gitta előadásait 1985-től Bernard szervezte. Utolsó éveit csendesen, könyveit írva, továbbra is tanítással töltötte el.
1992. május 25-én hunyt el, hamvait a Rhône-ba szórták, s miként barátainak, sírja neki sincs.

## Sporteredményei
A magyar női úszósport úttörőjeként az első nemzetközi hírű női hátúszó.
Az FTC-nek 1927–1935 között, a magyarországi női válogatott úszócsapatnak 1929–1934 között volt a tagja.
4 × 100 m gyorson az 1931-es Európa bajnokságon Párizsban bronzérmet szerzett.
Hatszoros magyar bajnok:
- 1931: 100 m hát és 4 × 100 m gyors
- 1932: 100 m hát- és folyamúszás
- 1933: 100 m hát
- 1934: 4 × 100 m gyors

Magyar csúcstartó 100 m hát (1’28”8) és 200 m hát (3’19”0), 1930

## Művészi tevékenysége
Mallász Gitta először Dallos Hanna grafikai és iparművészeti műhelyében dolgozott Budapesten. Együtt reklám- és turisztikai plakátokat, anyagokat készítettek, könyveket és üdvözlőlapokat illusztráltak. A háború után Gittának saját műterme lett, ahol sokféle terméket készített. Az ötvenes években a Magyar Állami Népi Együttesnél dolgozott jelmeztervezőként. Franciaországban a hatvanas években lemezborítókat, gyermekkönyveket illusztrált és bútorokat festett a magyar hagyományoknak megfelelő stílusban.

## Könyvei
- Az angyal válaszol francia kiadásai:
  - Dialogues avec l'ange: Les quatre messagers. (franciául) Fordító, a megjegyzések szerzője Mallász Gitta, előszó Claude Mettra, a fordításban együttműködött Hélène Boyer. Párizs: Aubier-Montaigne. 1976.  ISBN 2-7007-0052-X („Dialógusok az angyallal: A négy üzenethordó”) 
  - Dialogues avec l'ange. (franciául) Ford. Mallász Gitta és Hélène Boyer, lektor Dominique Raoul-Duval. Párizs: Aubier. 1990.  ISBN 2-7007-2833-5 Édition intégrale (teljes, bővített kiadás)
- Az angyal válaszol magyar kiadásai:
  - Mallász Gitta: Az angyal válaszol. Budapest: Typofot Gmk. 1988.  ISBN 963-500-549-0 
  - Az angyal válaszol. Lejegyezte Mallász Gitta. Budapest: Fekete Sas Kiadó (Kardos Gy. M). 2005.  ISBN 963-460-873-6  (és 2010-ben, ISBN 978-963-460-873-8)[18]
- Mallász Gitta – Françoise Maupin: Les Dialogues tels que je les ai vécus. (franciául) Párizs: Aubier. 1984.  ISBN 2-7007-0378-2 („Ahogyan megéltem a  Dialógusokat”)
- Mallász Gitta – Roger Bret: Les Dialogues, ou l'enfant né sans parents. (franciául) Párizs: Aubier. 1986.  ISBN 2-7007-2630-8 („A Dialógusok, avagy a szülők nélkül született gyermek”)
- Mallász Gitta – Dominique Raoul-Duval: Les Dialogues, ou le saut dans l'inconnu. (franciául) Párizs: Aubier. 1989.  ISBN 2-7007-2816-5 („A Dialógusok, avagy ugrás az ismeretlenbe”)
- Mallász Gitta – Bernard Montaud – Patricia Montaud: Quand l'ange s'en mêle. (franciául) Párizs: Dervy. 1990.  ISBN 2-85076-321-7 („Amikor az angyal beavatkozik”) Interjúk Gittával  (és 1993-ban, ISBN 2-8507-6591-0)
- Mallász Gitta – Dominique Raoul-Duval: Petits Dialogues d'hier et d'aujourd'hui. (franciául) Párizs: Aubier. 1991.  ISBN 2-7007-2841-6 („Rövid Dialógusok tegnap és ma”) [5]

## Érdekesség
Az angyal válaszol című könyvének saját szavaival élve „csak írnoka és nem szerzője” volt.

## Fordítás
Ez a szócikk részben vagy egészben  a   Gitta Mallasz című francia Wikipédia-szócikk ezen változatának fordításán alapul.  Az eredeti cikk szerkesztőit annak laptörténete sorolja fel. Ez a jelzés csupán a megfogalmazás eredetét és a szerzői jogokat jelzi, nem szolgál a cikkben szereplő információk forrásmegjelöléseként.